# Adoretus rhodophilus
Adoretus rhodophilus är en skalbaggsart som beskrevs av Ohaus 1934. Adoretus rhodophilus ingår i släktet Adoretus och familjen Rutelidae. Inga underarter finns listade i Catalogue of Life.